# Urbi (entreprise)

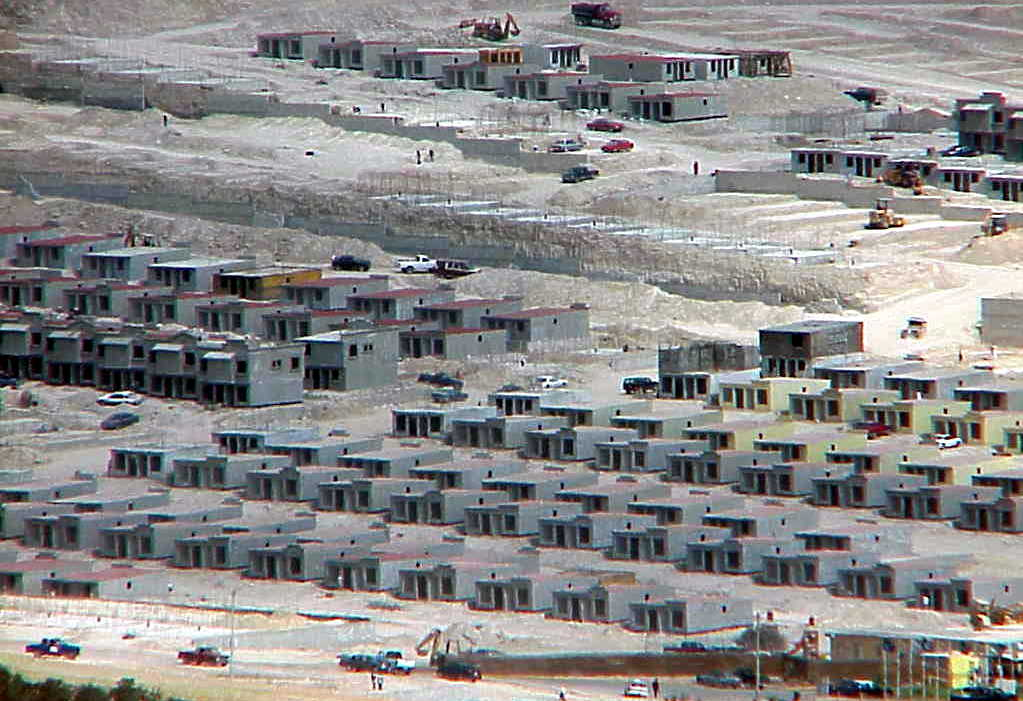
Construction massive de logements près de Tijuana (Mexique)

Urbi est une entreprise mexicaine fondée en 1981, et faisant partie de l'Índice de Precios y Cotizaciones, le principal indice boursier de la bourse de Mexico. Urbi est une des principales entreprises de Bâtiments et travaux publics du pays.